# 第104回日劇學院賞
←第103回 - 第104回 - 第105回→
第104回日劇學院賞，針對2020年1月到3月在日本播出之冬季檔連續劇所做出的投票與評比。本季獲最優秀作品賞為TBS電視台的《戀愛可以持續到天長地久》，此劇共獲五項獎本季最多。

## 得獎名單

### 最優秀作品賞
1. 戀愛可以持續到天長地久[1]
2. 忒修斯之船
3. 緋紅
4. 不知道也無妨
5. 醫院的治療方法～有原醫生的挑戰～（日语：病院の治しかた〜ドクター有原の挑戦〜）

- 讀者票：1. 戀愛可以持續到天長地久；2. 緋紅；3. 忒修斯之船；4. 10個祕密（日语：10の秘密）；5. 不知道也無妨
- 記者票：1. 忒修斯之船；2. 戀愛可以持續到天長地久；3. 緋紅；4. 不知道也無妨；5. 在不白也不黑的世界，熊貓笑了（日语：シロでもクロでもない世界で、パンダは笑う。）
- 評審票：1. 緋紅；2. 不知道也無妨；3. 忒修斯之船；4.醫院的治療方法～有原醫生的挑戰～；5. 戀愛可以持續到天長地久

### 主演男優賞
1. 竹內涼真（忒修斯之船）[2]
2. 橫濱流星（在不白也不黑的世界，熊貓笑了）
3. 伊藤英明（請別在病房裡誦經（日语：病室で念仏を唱えないでください#テレビドラマ））
4. 澤村一樹（絕對零度〜未然犯罪潛入搜查2〜）
5. 水谷豐（相棒 season18）

- 讀者票：1. 竹內涼真（忒修斯之船）；2. 横浜流星（在不白也不黑的世界，熊貓笑了）；3. 澤村一樹（絕對零度〜未然犯罪潛入捜査2〜）；4. 伊藤英明（請別在病房裡誦經）；5. 向井理（10個祕密）
- 記者票：1. 竹內涼真（忒修斯之船）；2. 横浜流星（在不白也不黑的世界，熊貓笑了）；3. 伊藤英明（請別在病房裡誦經）；4. 澤村一樹（絕對零度〜未然犯罪潛入捜査2〜）；5. 水谷豐（相棒 season18）
- 評審票：1. 竹內涼真（忒修斯之船）；2. 橫濱流星（在不白也不黑的世界，熊貓笑了）；3. 伊藤英明（請別在病房裡誦經）； 4. 澤村一樹（絕對零度〜未然犯罪潛入捜査2〜）；5. 水谷豐（相棒 season18）

### 主演女優賞
1. 上白石萌音（戀愛可以持續到天長地久）[3]
2. 戶田惠梨香（緋紅）
3. 吉高由里子（不知道也無妨）
4. 清野菜名（和平時刻之路（日语：やすらぎの刻〜道））
5. 濱邊美波（偽證破解家（日语：アリバイ崩し承ります））

- 讀者票：1. 上白石萌音（戀愛可以持續到天長地久）；2. 戶田惠梨香（緋紅）；3. 吉高由里子（不知道也無妨）；4. 清野菜名（和平時刻之路）；5. 天海祐希（Top Knife 天才腦外科醫的條件（日语：トップナイフ (小説)#テレビドラマ））
- 記者票：1. 上白石萌音（戀愛可以持續到天長地久）；2. 戶田惠梨香（緋紅）；3. 吉高由里子（不知道也無妨）；4. 濱邊美波（偽證破解家）；5. 清野菜名（和平時刻之路）
- 評審票：1. 戶田惠梨香（緋紅）；2. 上白石萌音（戀愛可以持續到天長地久）；3. 吉高由里子（不知道也無妨）；4. 宍戶卡芙卡（日语：シシド・カフカ）（葉村晶〜世界上最不幸的偵探〜（日语：葉村晶シリーズ#テレビドラマ））；5. 濱邊美波（偽證破解家）

### 助演男優賞
1. 佐藤健（戀愛可以持續到天長地久）[4]
2. 鈴木亮平（忒修斯之船）
3. 重岡大毅（不知道也無妨）
4. 松下洸平（緋紅）
5. 北村一輝（緋紅）

- 讀者票：1. 佐藤健（戀愛可以持續到天長地久）；2. 松村北斗（10個祕密）；3. 松下洸平（緋紅）；4. 林遣都（緋紅）；5. 鈴木亮平（忒修斯之船）
- 記者票：1. 佐藤健（戀愛可以持續到天長地久）；2. 鈴木亮平（忒修斯之船）；3. 柄本佑（不知道也無妨）；4. 松下洸平（緋紅）；5. 伊藤健太郎（緋紅）
- 評審票：1. 佐藤健（戀愛可以持續到天長地久）； 2. 北村一輝（緋紅）； 3. 重岡大毅（不知道也無妨）；4. 鈴木亮平（忒修斯之船）；4. 塚地武雅（パパがも一度恋をした）

### 助演女優賞
1. 香里奈（戀愛可以持續到天長地久）[5]
2. 上野樹里（忒修斯之船）
3. 榮倉奈奈（忒修斯之船）
4. 大島優子（緋紅）
5. 廣瀨愛麗絲（Top Knife 天才腦外科醫的條件）

- 讀者票：1. 香里奈（戀愛可以持續到天長地久）；2. 大島優子（緋紅）；3. 榮倉奈奈（忒修斯之船）；4. 上野樹里（忒修斯之船）；5. 蓮佛美沙子（戀愛可以持續到天長地久）
- 記者票：1. 榮倉奈奈（忒修斯之船）；2. 上野樹里（忒修斯之船）；3. 大島優子（緋紅）；4. 大原優乃（搖曳露營△）；4. 山口紗彌加（在不白也不黑的世界，熊貓笑了）
- 評審票：1. 上野樹里（忒修斯之船）；2. 廣瀨愛麗絲（Top Knife 天才腦外科醫的條件）；3. 三林京子（日语：三林京子）（緋紅）；3. 大地真央（傳說的母親（日语：伝説のお母さん#テレビドラマ））；3. 森田望智（Top Knife 天才腦外科醫的條件）；3. 松井愛莉（這個男人是我人生中最大的錯誤）；3. 麻生祐未（忒修斯之船）；3. 木村佳乃（Alive 癌症專門醫的病歷表（日语：アライブ がん専門医のカルテ））

### 連續劇歌曲賞
1. 《I LOVE…》Official髭男dism（戀愛可以持續到天長地久）[6]
2. 《你還在（日语：あなたがいることで）》Uru（忒修斯之船）
3. 《Flare》Superfly（緋紅）

- 讀者票：1. 《I LOVE…》Official髭男dism（戀愛可以持續到天長地久）；2. 《Flare》Superfly（緋紅）；3. 《你還在》Uru（忒修斯之船）；4. 《Bad Guy》Billie Eilish（在不白也不黑的世界，熊貓笑了）；5. 《美妙的謊言》flumpool（不知道也無妨）
- 記者票：1. 《I LOVE…》Official髭男dism（戀愛可以持續到天長地久）；2. 《你還在》Uru（忒修斯之船）；3. 《Flare》Superfly（緋紅）；4. 《Bad Guy》Billie Eilish（在不白也不黑的世界，熊貓笑了）；5. 《STAYIN' ALIVE》JUJU（Top Knife 天才腦外科醫的條件）
- 評審票：1. 《I LOVE…》Official髭男dism（戀愛可以持續到天長地久）；2. 《慕情》中島美雪（和平時刻之路）；3. 《Flare》Superfly（緋紅）；3. 《你還在》Uru（忒修斯之船）；5. 《I'm Here》三浦大知（請別在病房裡誦經）；5. 《大人》Creepy Nuts（古瀧兄弟與四苦八苦）；5. 《LIFE (「醫院的治療方法」Ver.)》久保田利伸（醫院的治療方法～Doctor有原的挑戰～）

### 劇本賞
1. 高橋麻紀（忒修斯之船）[7]
2. 水橋文美江（緋紅）
3. 大石靜（不知道也無妨）

### 導演賞
1. 石井康晴、松木彩、山室大輔（忒修斯之船）[8]
2. 田中健太、福田亮介、金子文紀（戀愛可以持續到天長地久）
3. 狩山俊輔、塚本連平、久保田充、内田秀實（不知道也無妨）

### 特別賞
柴崎楓雅（忒修斯之船）（飾演木村樹生的幼年期）

## 外部連結
- 第104回日劇學院賞 （页面存档备份，存于）

1. ↑  . KADOKAWA.   [2020-05-20]. （原始内容存档于2020-11-11） （日语）.
2. ↑  . KADOKAWA.   [2020-05-20]. （原始内容存档于2020-11-11） （日语）.
3. ↑  . KADOKAWA.   [2020-05-20]. （原始内容存档于2020-11-11） （日语）.
4. ↑  . KADOKAWA.   [2020-05-20]. （原始内容存档于2021-04-08） （日语）.
5. ↑  . KADOKAWA.   [2020-05-20]. （原始内容存档于2020-11-17） （日语）.
6. ↑  . KADOKAWA.   [2020-05-20]. （原始内容存档于2020-08-03） （日语）.
7. ↑  . KADOKAWA.   [2020-05-20]. （原始内容存档于2020-11-12） （日语）.
8. ↑  . KADOKAWA.   [2020-05-20]. （原始内容存档于2020-11-11） （日语）.
9. ↑  . KADOKAWA.   [2020-05-20]. （原始内容存档于2020-12-28） （日语）.